# 都久夫須麻神社
都久夫須麻神社（つくぶすまじんじゃ）は、日本の近畿地方北東部の、琵琶湖に浮かぶ島である竹生島に鎮座する神社。現在行政区画上では滋賀県長浜市早崎町（旧・東浅井郡早崎村）に属する（※過去については『所在地』を参照のこと）。竹生島神社（ちくぶしま じんじゃ）とも呼ばれ、公式案内などではこちらの呼称を用いている。神体は竹生島そのもの。
神仏習合時代（本地垂迹時代）には、同島の宝厳寺と習合して、竹生島弁才天社/竹生島弁財天社（ - べんざいてんしゃ）、竹生島権現（ - ごんげん）、竹生島明神（ - みょうじん）などと呼ばれていた。往時も今も「日本三大弁才天（日本三弁天）」の一つに数えられる。また、あまり知られていないが、「日本五大弁才天（日本五弁天）」の一つに数えられる。
式内社。旧社格は県社。神紋は巳。

## 祭神
祭神について、滋賀県神社庁や長浜市は当社の由緒書の記述に基づいて以下の3柱としている。辞事典も記述のあるものは3柱としている。一方で、当の都久夫須麻神社は、宇賀福神と龍神（八大龍王）を別神として列し、4柱としている。
- 市杵島比売命（イチキシマヒメノミコト）

別名、竹生島大神（ちくぶしまのおおかみ）。宗像三女神のうちの一柱。
元来は日本古来の水の神。神仏習合においては本地垂迹では弁才天に比定され、同神とされた。「日本三弁天」は全てこの神・この天部のことである。
- 宇賀福神（うがふくじん）

宇賀弁才天の別名。宇賀弁才天とは、出自不明の蛇神である宇賀神（ウカノカミ、うがじん）と習合する形で、中世日本において作為された、弁才天の一形態である。

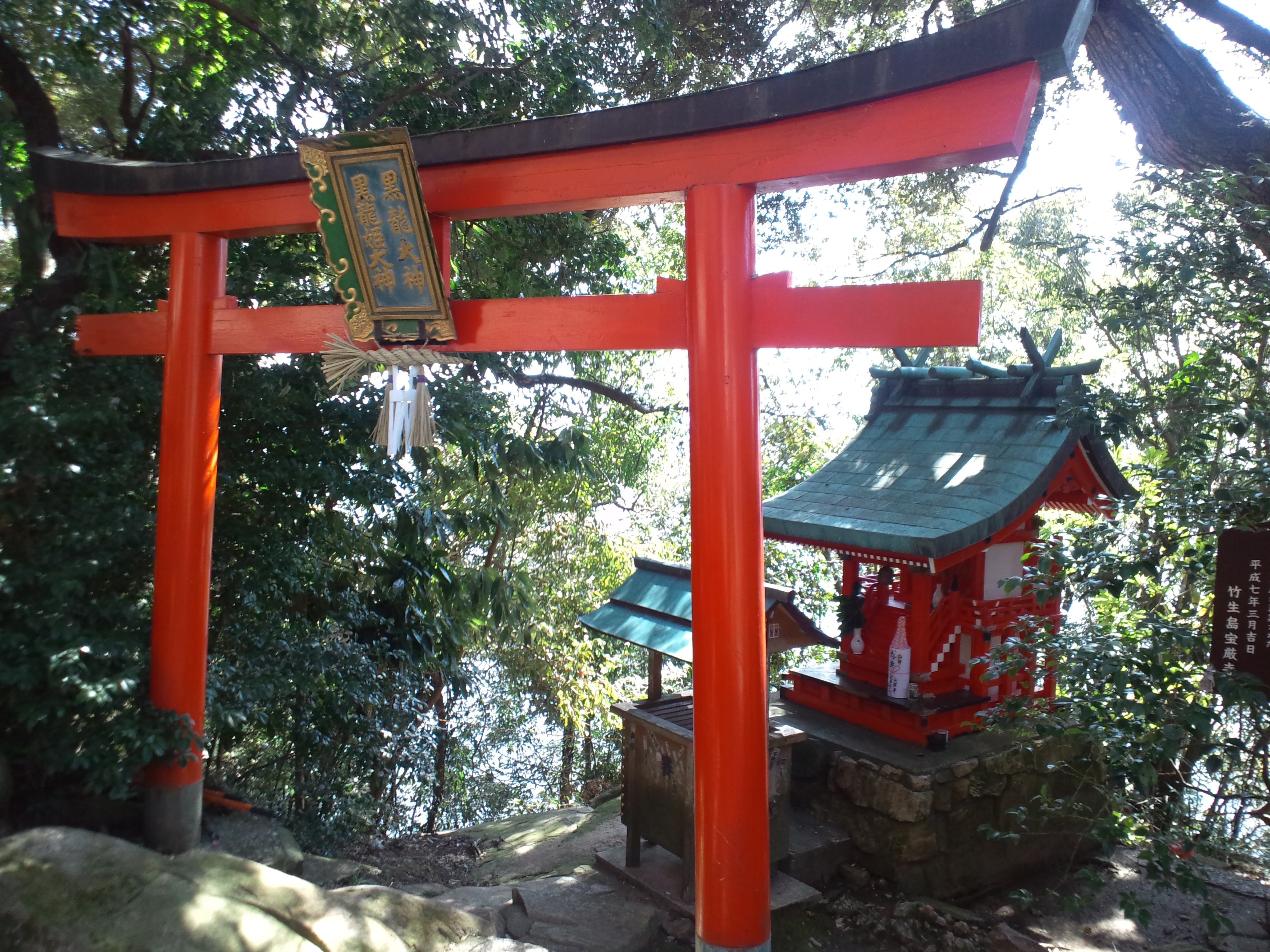
宝厳寺黒龍堂
寺の境内にあるが、建築様式は神道の小祠で、前に鳥居が建つ。

- 浅井比売命（アサイヒメノミコト[1]、アザイヒメノミコト[15][注 1]）

産土神の一柱。別表記：浅井比咩命、浅井姫命。
当社に関する最古の縁起である承平縁起はこの女神のみを祭神としており、竹生島縁起が形作られる初期から存在した唯一の神と考えられている。
- 龍神（りゅうじん）

その実は、八大龍王の一尊である黒龍（こくりゅう）。
黒龍堂前の鳥居の扁額によれば、黒龍大神と黒龍姫大神の二柱（■右の画像を参照のこと）。黒龍を祀る黒龍堂は、黒龍伝説にまつわる神木の脇、当社へ向かう途中の宝厳寺境内にある。

## 歴史

### 縁起
竹生島縁起（都久夫須麻神社および宝厳寺の縁起）は、現在4種が知られている。既知で最も早期のものとしては承平1年（931年、平安時代後期）の成立と伝えられる「竹生島縁起」を収録する護国寺本『諸寺縁起集』があり、便宜上はこれを「（竹生島）承平縁起」ともいう。また、『群書類従』本には、勧進帳の前文として著されたらしい、応永21年（1414年、室町時代後期）に普文が比叡山にて旧記を集めて撰したという奥書『智福島縁起』があり、便宜上はこれを「（竹生島）応永縁起」ともいう。3つ目は、文安3年（1446年、室町時代後期前半）成立の『岩金山太神宮寺儀軌』。4つ目は貞享元年（1684年）成立の前田家旧蔵・尊経閣文庫所蔵『竹生嶋縁起』（底本は応永2年〈1395年〉作成）である。

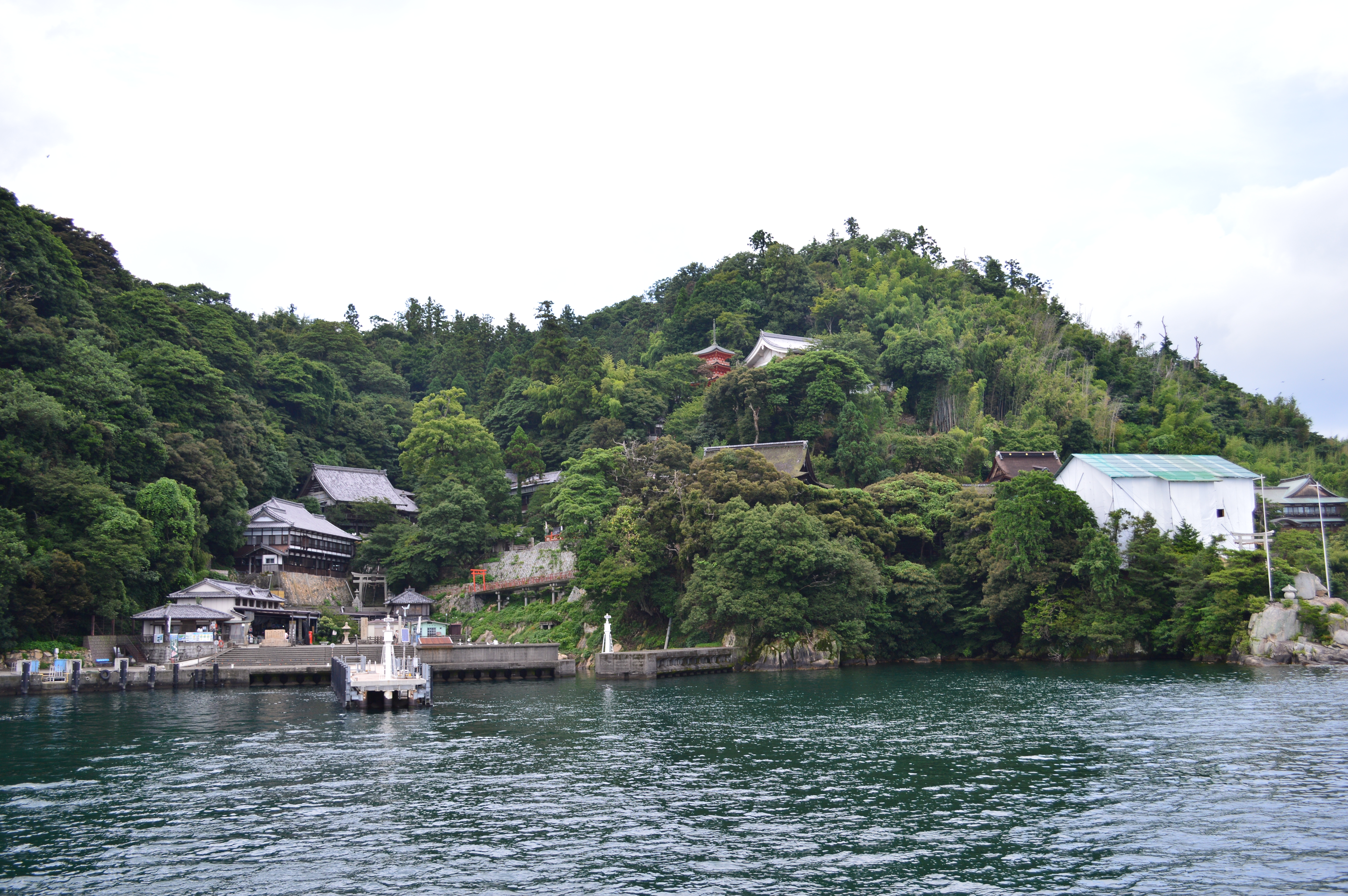
竹生島遠景
左手の水辺にあるのが竹生島港。そこから石造りの鳥居・朱塗りの鳥居を通って参道を上った所に宝厳寺と都久夫須麻神社がある。中央付近に見えるのが宝厳寺の伽藍。都久夫須麻神社の社殿で見えているのは、右手にある白い壁が目立つ改修時の建物（内部は拝殿）の奥にある本殿（向かって左）と常行殿（向かって右）。また、白い建物の手前に八大竜王拝所の鳥居が見えている。
周辺水域は琵琶湖のなかでも特に水深が深く、水の青が色濃い。緑豊かな島の景観は琵琶湖八景に「深緑 竹生島の沈影」として撰ばれている。

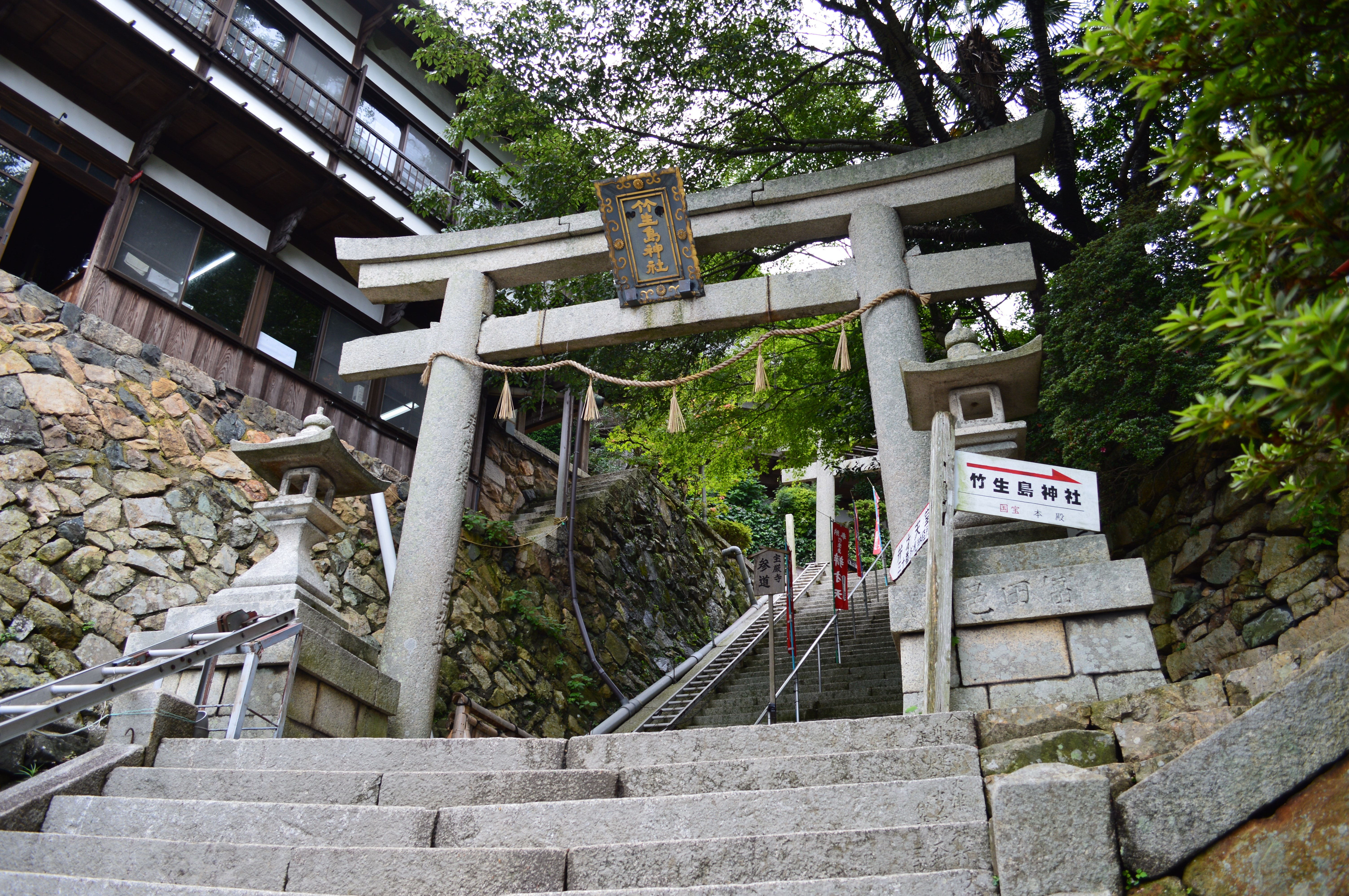
本殿に向かう鳥居

承平縁起には、キフキオノミコト（気吹雄命。伊吹山の神格。タタミヒコノミコトと同神）と、姪にあたるアサイヒメノミコト（浅井比売命）の勢力争いについての伝承が見られ、後代の史料もこれを旧記として採用していると考えられる。その一つ、『近江国風土記』の逸文にあたる『帝皇編年記』（室町時代前期後半に成立）の養老7年条（723年の文）には、夷服岳（伊吹山）であるところのタタミヒコノミコト（多多美比古命）が姪にあたる浅井岡（※金糞岳比定説が有力）のアサイヒメノミコト（浅井比咩命、浅井比売命）と高さ比べをし、浅井岡が一夜にして高さを増したので、負けたタタミヒコノミコトが怒ってアザイヒメノミコトの首を斬ったところ、その首が湖に落ちて竹生島になったという記述がある。一説には首が沈む時に「都布都布（つふつふ）」という音がしたので「都布失島」という名前になったとも、また、行基が来島して仏道修行の場としたとき、神に誓願して竹杖を立てたところ竹が繁茂したので「竹生島」と呼ぶようになったという伝承もある。
また、承平縁起によれば、日本の国土がまだ固まっていなかったとき、オオナムチノミコト（大己貴命）とクエビコノミコト（久延産命）は龍神に命じて、国土を五つの神杭に結んだという。この五つの神杭とは富士山・金華山・江ノ島・厳島・竹生島であったといわれ、つまり、竹生島は日本の、すなわち「ヒノモトツノクニ（霊之本津国、霊の元つ国）」の根源の一つであったという。

### 創建
『惣国風土記』は、雄略天皇3年（459年、古墳時代中期）にアサイヒメノミコト（浅井比売命）を祀る小祠が建てられたと伝えており、当社はこれをもって創建としている。
あるいはまた、天智天皇による志賀宮（近江大津宮）創建の際、宮中の守護神として竹生島にアサイヒメノミコト（浅井比売命）が祀られたという。
神亀元年（724年、奈良時代前期）、聖武天皇の夢に天照大神が現れ、「琵琶湖に小島があり、そこは弁才天の聖地であるから寺院を建立せよ」との神託があったので、行基を勅使として竹生島に遣わし、大弁才天を祀って寺院（宝厳寺）を開かせたと伝える。
また、天平3年（731年、奈良時代前期）に聖武天皇が参拝して社前にアメノオシホミミノミコト（天忍穂耳命）とオオナムチノミコト（大己貴命）を祀ったといわれるほか、行基は弁才天の像を彫刻して本尊としたと伝わる。
あるいはまた、応永縁起の伝えるところでは、天平10年（738年、奈良時代前期）に来島した行基が霊異を感歎し、聖朝安穏国家鎮護のために長2尺の四天王像を造り、小堂を構えてこれを安置したという。
『帝王編年記』天平神護元年（765年）の記事によれば、天平宝字8年（764年）藤原仲麻呂が反乱を起こしたとき、官軍が竹生島の神に祈願したところ、琵琶湖上で捕えることができたので、元号を天平神護と改称し、藤原仲麻呂の乱平定に神助があったとして当神社に従五位上を授けられたという。
当社の初見史料は『日本三代実録』元慶3年3月2日条（ユリウス暦換算：879年3月28日の文。平安時代前期）に記載された「祥瑞である連理木が筑夫嶋神社前に生えた」との旨の報告記事である。延長5年（927年、平安時代中期）に編纂された『延喜式神名帳』では、「近江国浅井郡 都久夫須麻神社」と記載され、式内小社に列されている。

### 本地垂迹時代
平安時代末からは弁才天と同一とされる市杵島比売命も祀られ、宝厳寺の本尊である大弁才天を本地仏として神仏習合が進められて都久夫須麻神社と宝厳寺は次第に合一していった。こうして当社は大弁才天を本尊とする「竹生島大神宮寺」「竹生島権現」「竹生島明神」「竹生島弁才天社/竹生島弁財天社」などの他、寺と神社を全部含めて「宝厳寺」、と称されるようになった。また、竹生島権現では大弁才天のほか、古くから千手観音も祀られていて、すでに平安時代末期には西国三十三所の観音霊場になっていた。現在も「日本三弁天」の一つに数えられており、なかでも竹生島権現（宝厳寺・当社）は「日本最古の弁才天」「弁才天の発祥地」と称される。
中世以降、竹生島権現は貞永元年（1232年）、享徳3年（1454年）、永禄元年（1558年）などに大火があり社殿が焼失したが、その都度復興している。永禄元年の大火後、慶長7年（1602年）に豊臣秀頼が片桐且元を普請奉行として竹生島権現を復興している。この際復興されたのが現・宝厳寺の唐門・観音堂・渡り廊下、その渡り廊下と繋がっている現・都久夫須麻神社本殿である本堂である。唐門・観音堂・渡り廊下は京都東山にあった豊臣秀吉の霊廟である豊国廟から移築し、現・当社本殿は伏見城の日暮御殿を移築したものである。
宝厳寺との神仏習合は明治時代初頭の廃仏毀釈の嵐が吹き荒れるまでの長期に亘って続くことになる。

### 神仏分離後
明治時代になろうという時代、新政府は国家神道の成立を図って神仏分離を推し進め、廃仏毀釈運動に発展した。竹生島権現も影響を免れ得ず、大津県庁は竹生島権現宝厳寺を廃寺にして神社としたうえで、社名を『延喜式神名帳』から採った「都久夫須麻神社」に改めるよう命じた。この指摘があるまで、都久夫須麻神社はその存在が全く忘れられてしまうほど宝厳寺の一部と化していたのである。ただし、宝厳寺は日本全国の崇敬者の強い要望によって廃寺を免れ、寺院と神社が並存することとなった。1874年（明治7年）に都久夫須麻神社と宝厳寺の境界が決められ、これまでの本堂が都久夫須麻神社の本殿となった。1883年（明治16年）には寺の財産と神社の財産が区別されて今日に至っている。現状、宝厳寺と都久夫須麻神社は別法人であるが、宝厳寺観音堂と都久夫須麻神社本殿は渡り廊下で直接連絡しており、両者はもともと不可分の関係にあることがわかる。

### 年表

#### 古代
- 雄略天皇3年（古墳時代中期） - 社の創建説 その1／竹生島にアサイヒメノミコト（浅井比売命）を祀る小祠が建てられたと『惣国風土記』が伝える。
- 欽明天皇6年（545年、飛鳥時代中期）4月 - 社の創建説 その2／『近江輿地志略』が伝えるところでは、天照大神の分魂でもあるという竹生島の弁才天が天皇の夢に示現し、今から地に下りて人間の福を行うから我を迎へて祀るようにと言い、天皇はこれを大いに喜んで竹生島に社を建てて弁才天を祀ったという。
- 天智天皇6年（667年、飛鳥時代後期） - 社の創建説 その3／志賀宮（近江大津宮）創建の際、宮中の守護神として竹生島にアサイヒメノミコト（浅井比売命）が祀られた[28]と、『近江輿地志略』が伝える。
- 神亀元年（724年、奈良時代前期） - 寺の開基説 その1／聖武天皇の夢に天照大神が現れ、「琵琶湖に小島があり、そこは弁才天の聖地であるから寺院を建立せよ」との神託があったので、行基を勅使として竹生島に遣わし、寺院（宝厳寺）を開山させたと伝える[13]。
- 天平3年（731年、奈良時代前期） - 寺の開基説 その2／聖武天皇が参拝して社前にアメノオシホミミノミコト（天忍穂耳命）とオオナムチノミコト（大己貴命）を祀り[29]、行基は弁才天の像を彫刻して本尊とした[29]と、『近江輿地志略』が伝える。
- 天平10年（738年、奈良時代前期） - 寺の開基説 その3／来島した行基が霊異を感歎し、聖朝安穏国家鎮護のために長2尺の四天王像を造り、小堂を構えてこれを安置したと、応永縁起が伝える。
- 天平宝字8年（764年、奈良時代後期） - 藤原仲麻呂が反乱を起こしたとき、官軍が竹生島の神に祈願したところ、琵琶湖上で捕えることができたので、元号を天平神護と改称し、藤原仲麻呂の乱平定に神助があったとして当神社に従五位上を授けられたという（『帝王編年記』天平神護元年条）[29]。
- 元慶3年3月2日条（ユリウス暦換算：879年3月28日の文。平安時代前期） - 当社の初出（最初の記録）／『日本三代実録』に「祥瑞である連理木が筑夫嶋神社前に生えた」との旨の報告記事がある[17]。「つくぶしま」ないし「ちくぶしま」という名の社（やしろ）の、これが初出。
- 延長5年（927年、平安時代中期） - 『延喜式神名帳』に「近江国浅井郡 都久夫須麻神社」と記載され、式内小社に列されている。社号「都久夫須麻神社」の初出。
- 承平1年（931年、平安時代後期） - 縁起の初出／既知で最も早期の「竹生島縁起」である「承平縁起」（護国寺本『諸寺縁起集』）が成立。
- 平安時代末 - 弁才天が祀られ、「竹生島権現」「竹生島弁才天社」と称されるようになる。
- 寿永2年（1183年、平安時代末期） - 『平家物語』や『源平盛衰記』によれば、この年、平経正が当社の拝殿にて仙童の琵琶で秘曲を弾じたという[13]。

#### 中世
- 貞永元年（1232年、鎌倉時代中期） - 火災に遭う[13]。
- 貞治年間（1362-68年、南北朝時代半ば） - この時期、今も残る石燈籠が建立される。

#### 近世
- 享徳4年（1455年、室町時代中期） - 火災に遭う[13]。
- 永禄元年（1558年） - 本堂を火災で焼失。
- 永禄10年（1567年） - 本堂の再建。
- 慶長7年（1602年） - 豊臣秀頼が木幡山伏見城にあった勅使殿「日暮御殿」の一部を竹生島弁財天社に移築・寄進し、本堂の永禄10年再建分に追加する外周部として利用される[20][30]。これにより現存する都久夫須麻神社本殿の形が完成した。

#### 近現代
- 慶応4年3月13日（1868年4月5日）から明治元年10月18日（1868年12月1日）まで - この期間中にいわゆる一連の「神仏分離令」が発布される。
- 明治元年4月1日（1868年4月23日） - 日吉大社社司らによる比叡山延暦寺に対する廃仏毀釈の暴動が起こり、竹生島弁財天社にも衝撃が走る[31]。
- 明治4年（1871年/1872年）
  - 月日未確認 - 大津県庁から、弁財天社別当宝厳寺の廃寺と、社号「弁財天社」から「都久夫須麻神社」への改称を命じられる。
  - 月日未確認 - 本堂「弁財天社」を神社の本殿に換え、社号を「都久夫須麻神社」へ改称したうえで、宝厳寺との神仏習合を解く。それにより、宝厳寺の廃寺は辛うじて免れる。
  - 月日未確認 - 郷社に列される[13]。
- 1899年（明治32年）4月5日 - 県社に列される[13]。本殿が古社寺保存法に基づき特別保護建造物（後の「旧国宝」ならびに「重要文化財」に相当）に指定される[32]。
- 1930年（昭和5年） - 竹生島全島が名勝および史跡に指定される[33]。
- 1953年（昭和28年）3月31日 - 本殿が文化財保護法に基づく国宝（新国宝）に指定され、同日付「附」指定で棟札が追加指定される。
- 2018年（平成30年）8月9日 - 数年来の御朱印ブームが全国へ続くなか、当社でも本来の対応を十分に行うことが難しくなったため、参拝者が自ら押す形式への切り替えを余儀なくされる[34]。

## 境内

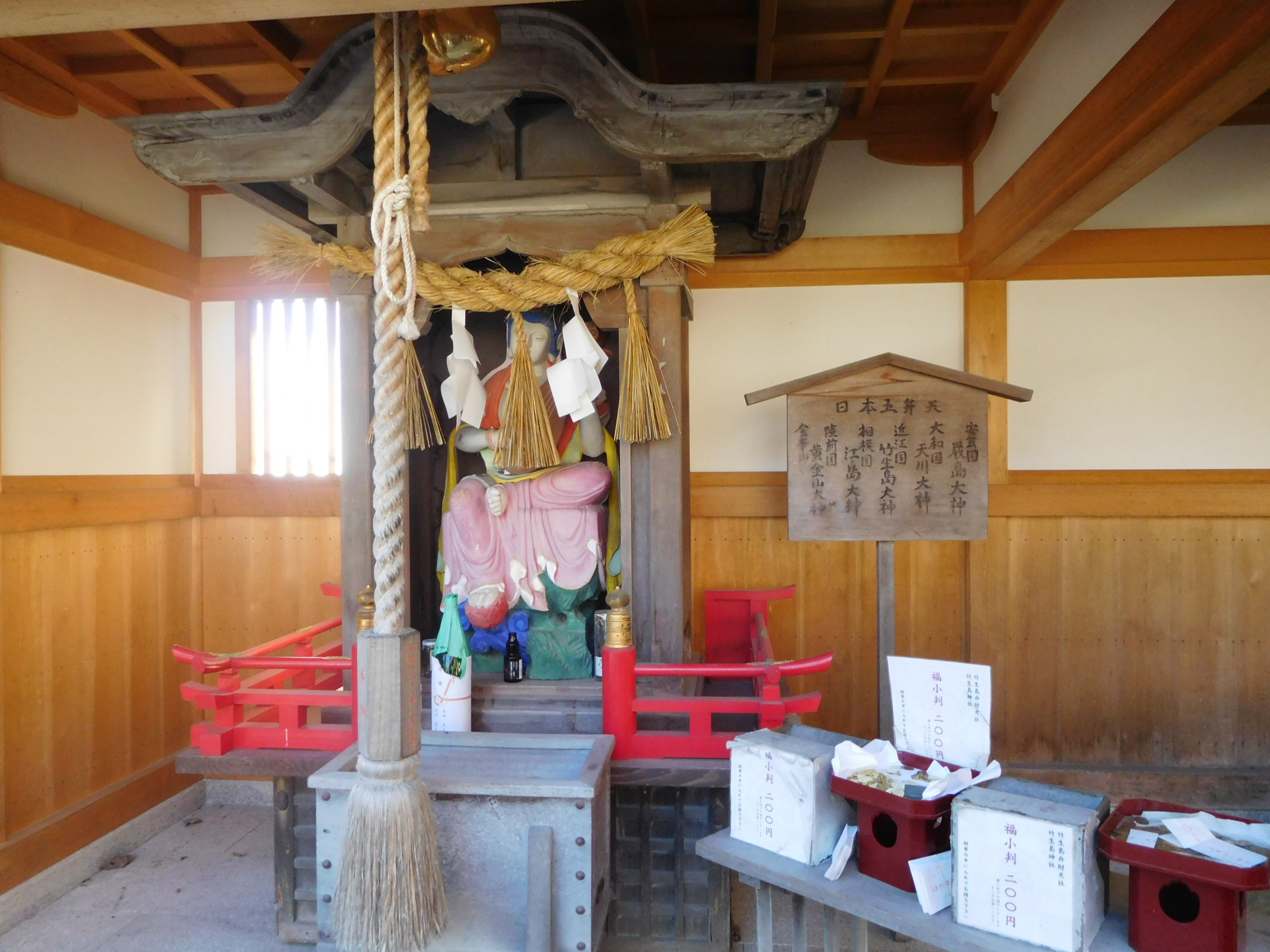
弁財天社
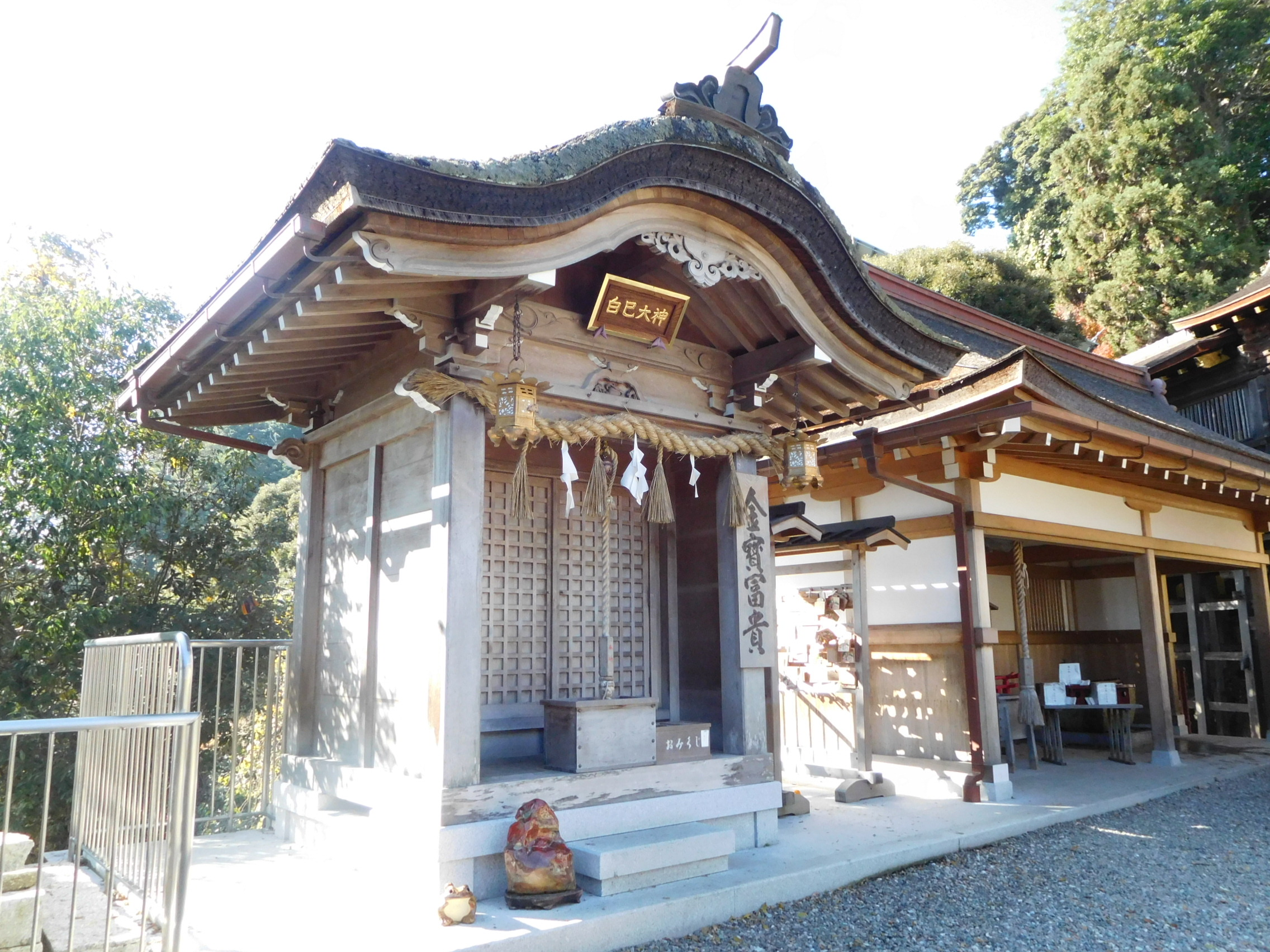
白巳社
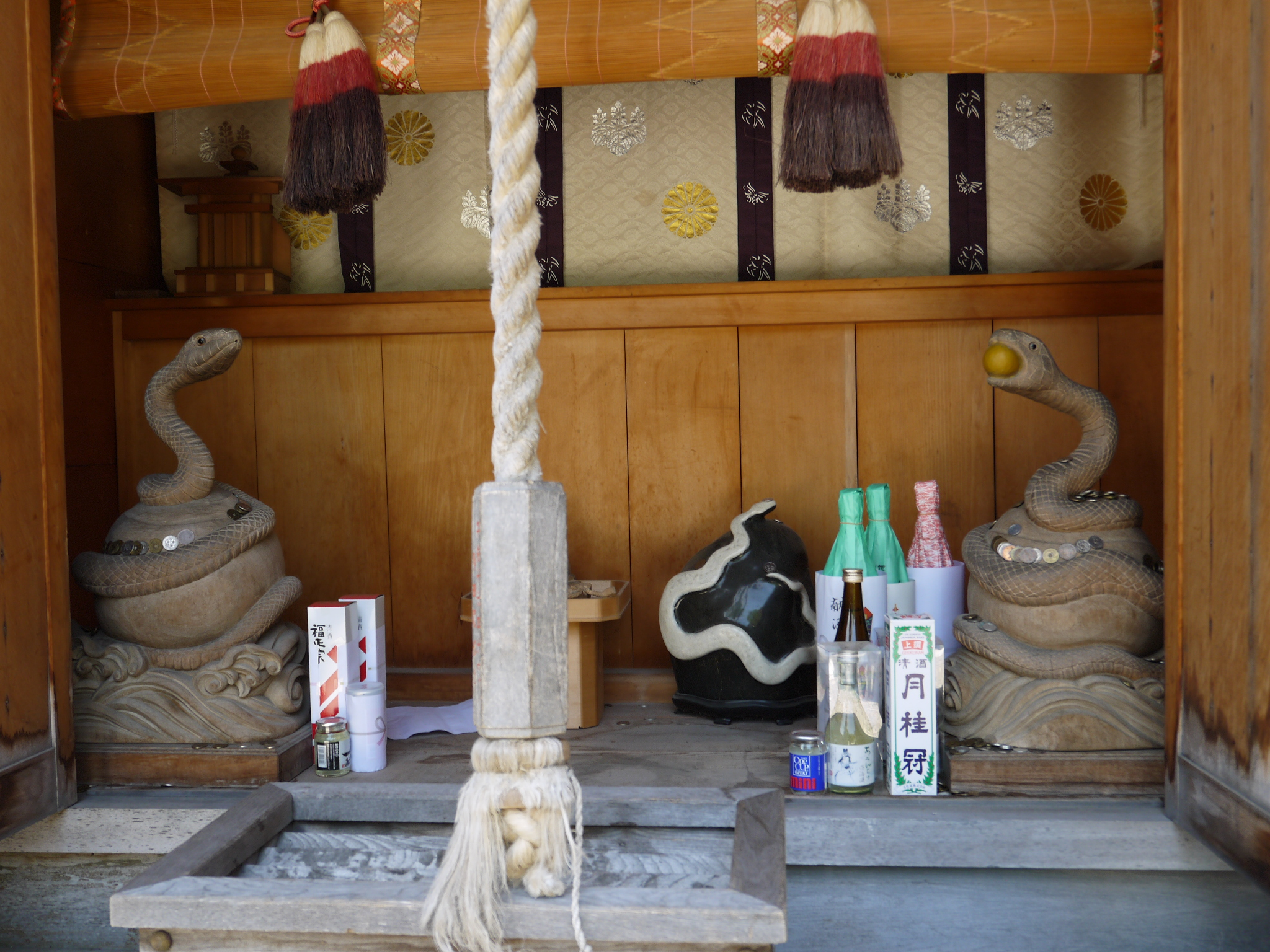
同左

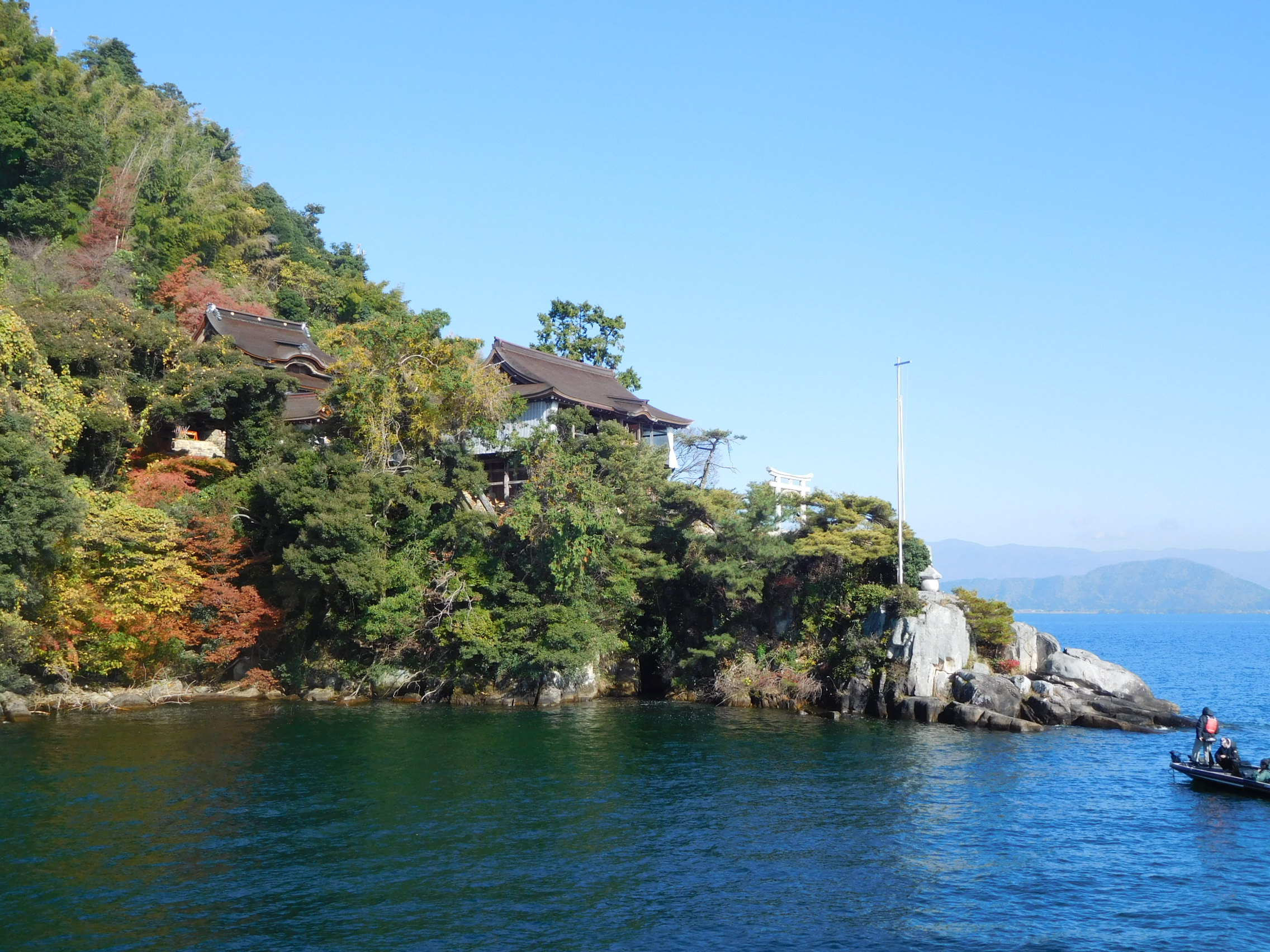
湖の側から見る拝所（中央）。左手には本殿の屋根も見えている。

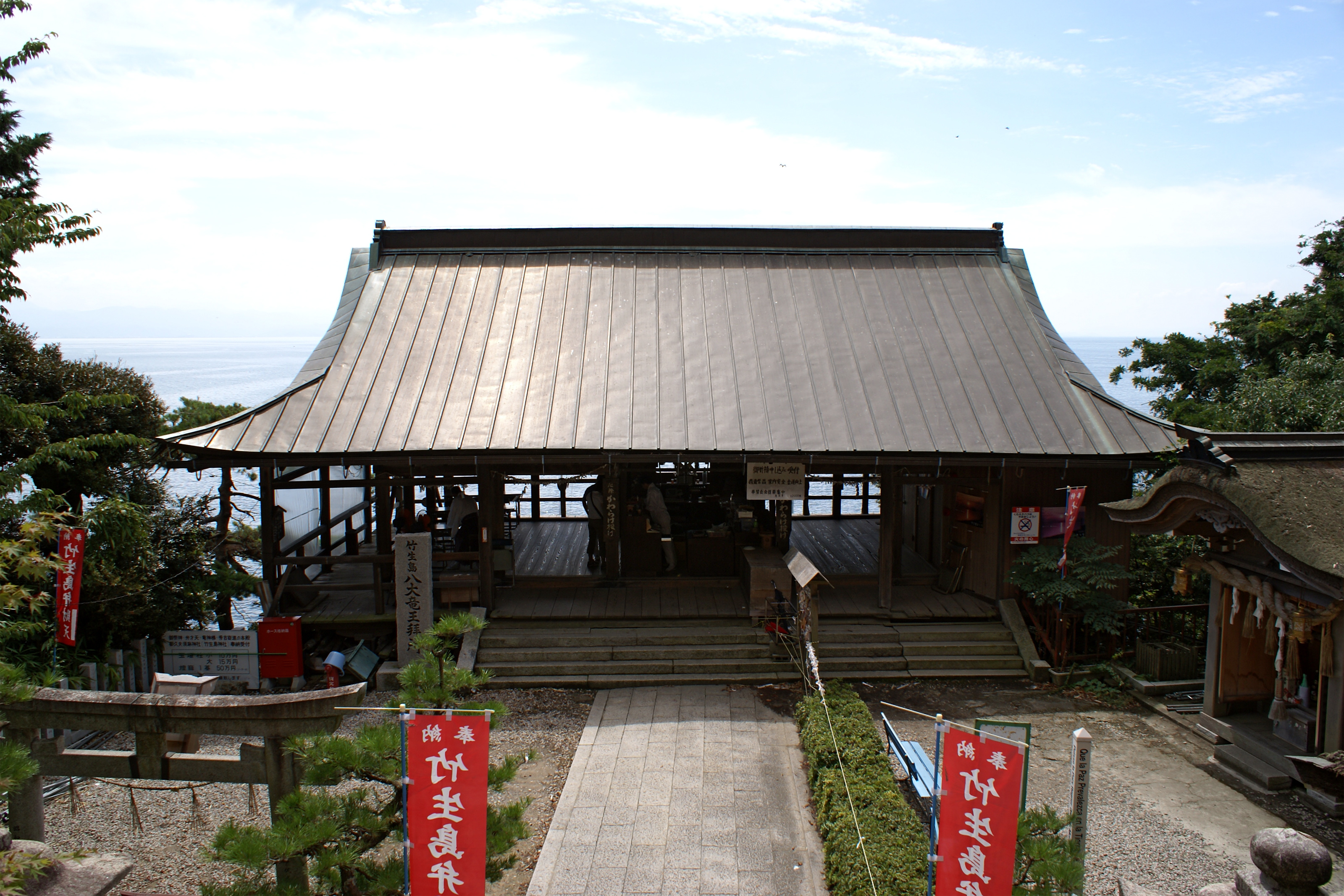
拝所の社殿

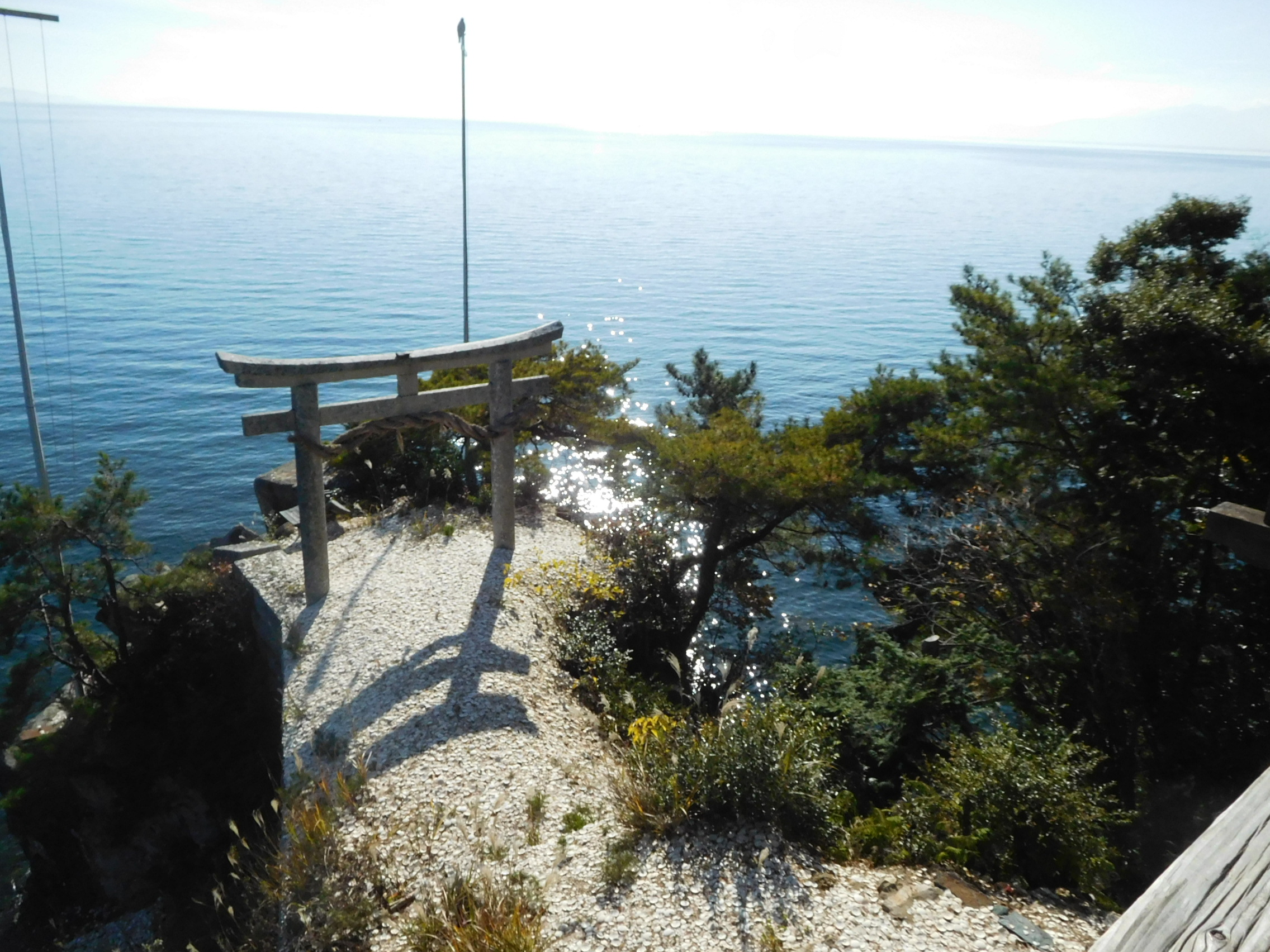
宮崎鳥居
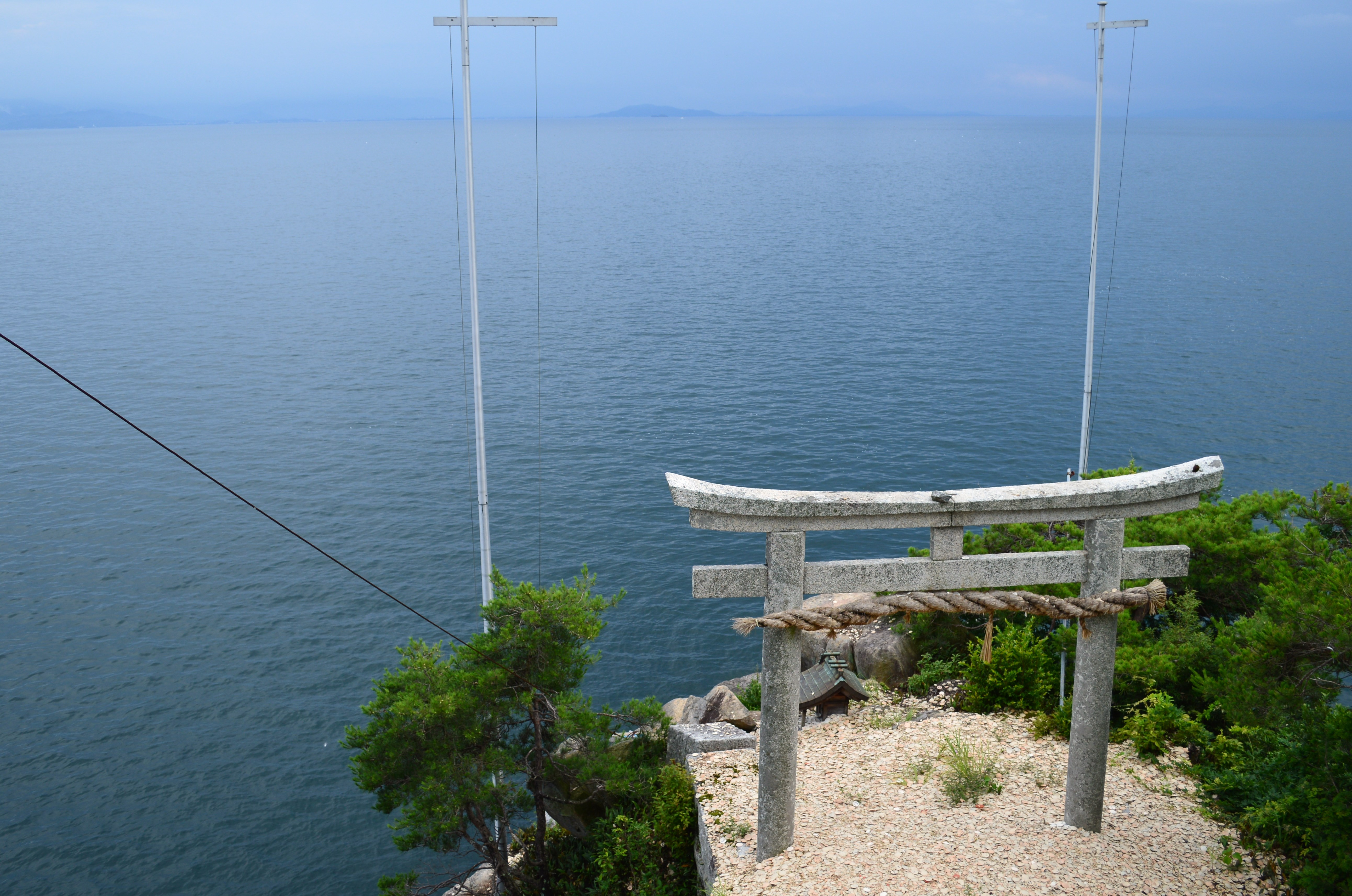
同左
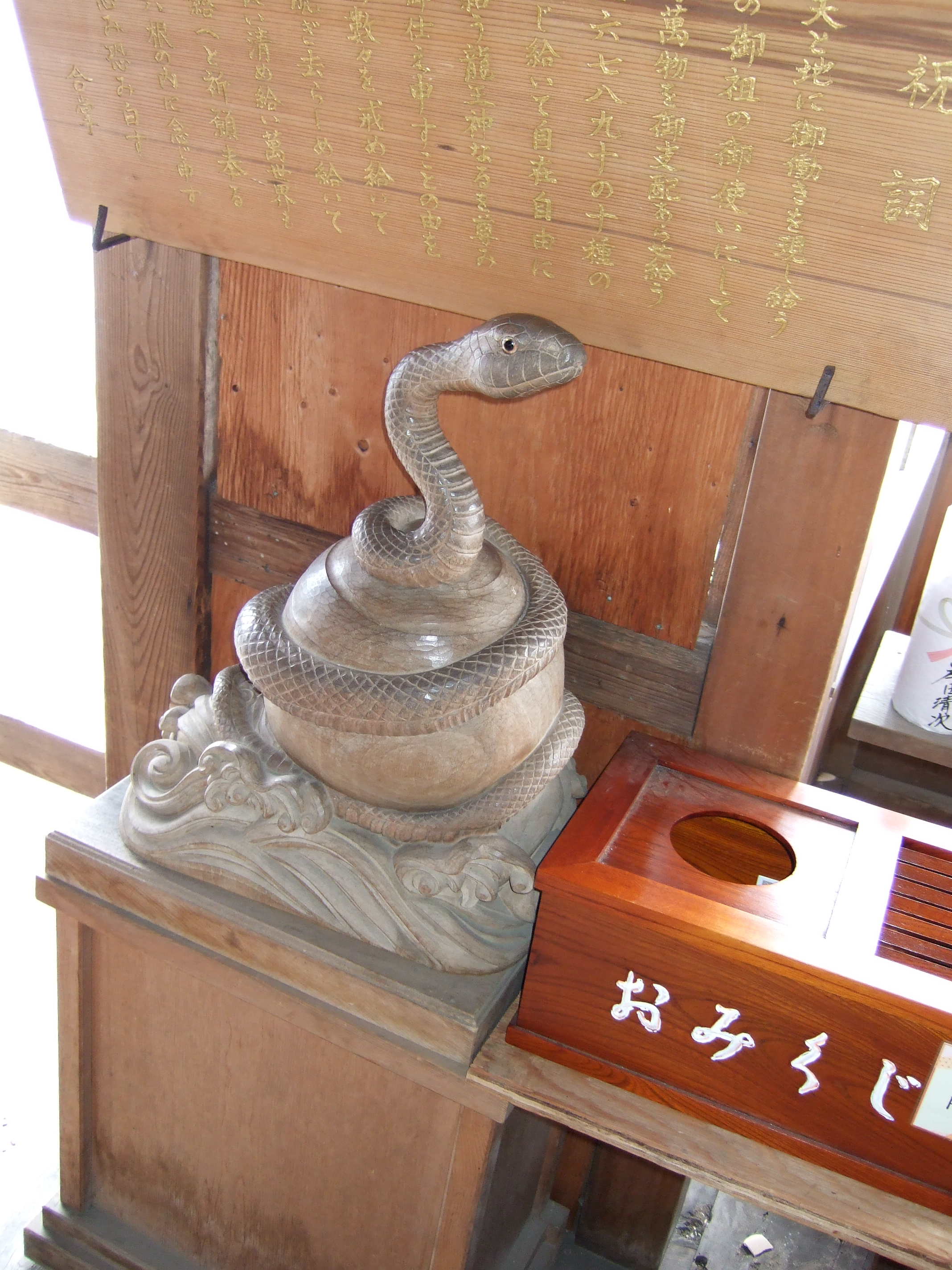
白巳大神の像（吽形）
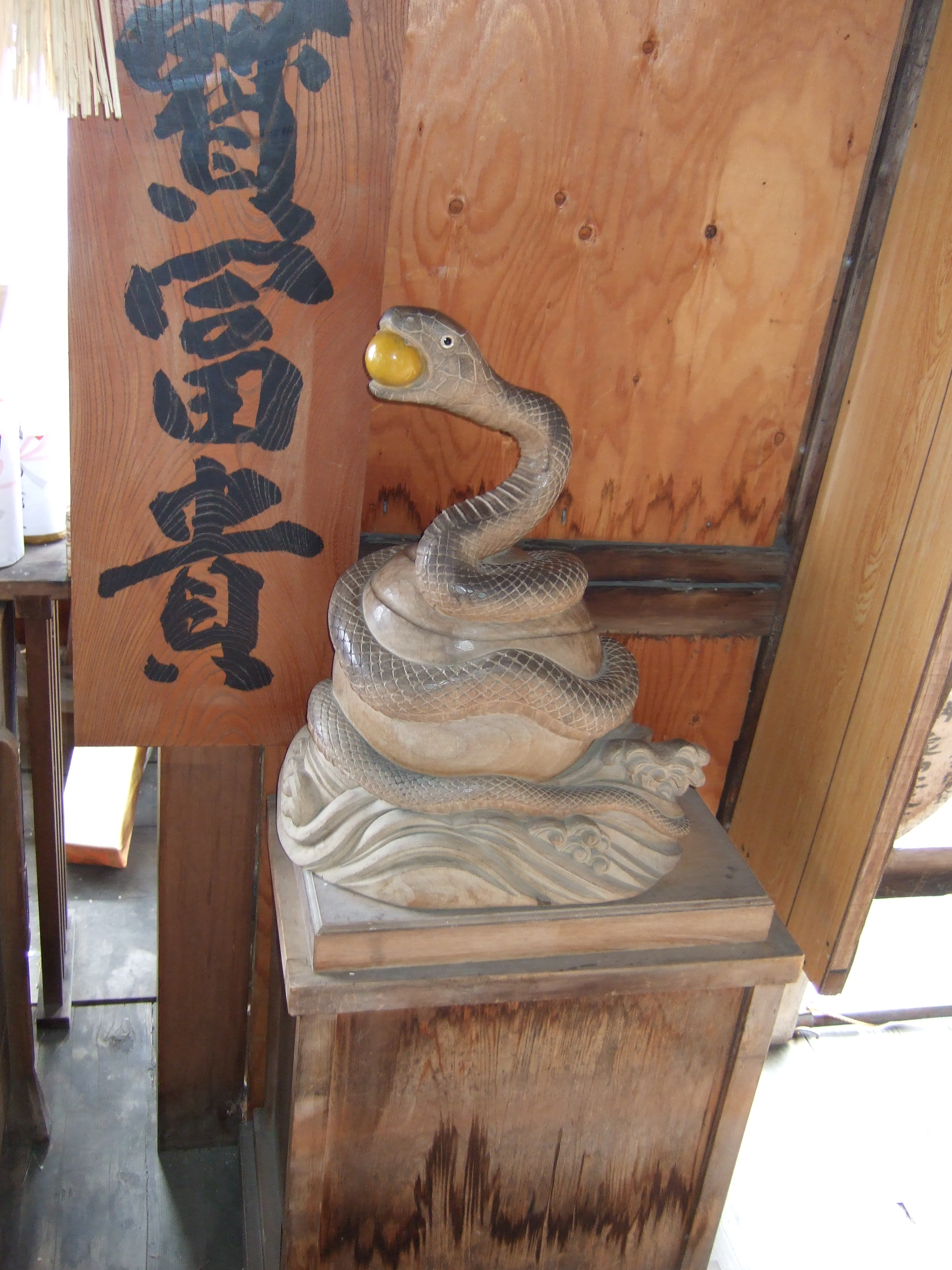
白巳大神の像（阿形）

当社は、島の南東部に鎮座する。ただし、本地垂迹の時代には、現在の宝厳寺と一体であった。つまり、現在は当社の本殿となっている場所・建物を本堂とする南東部一帯が島における境内であった。

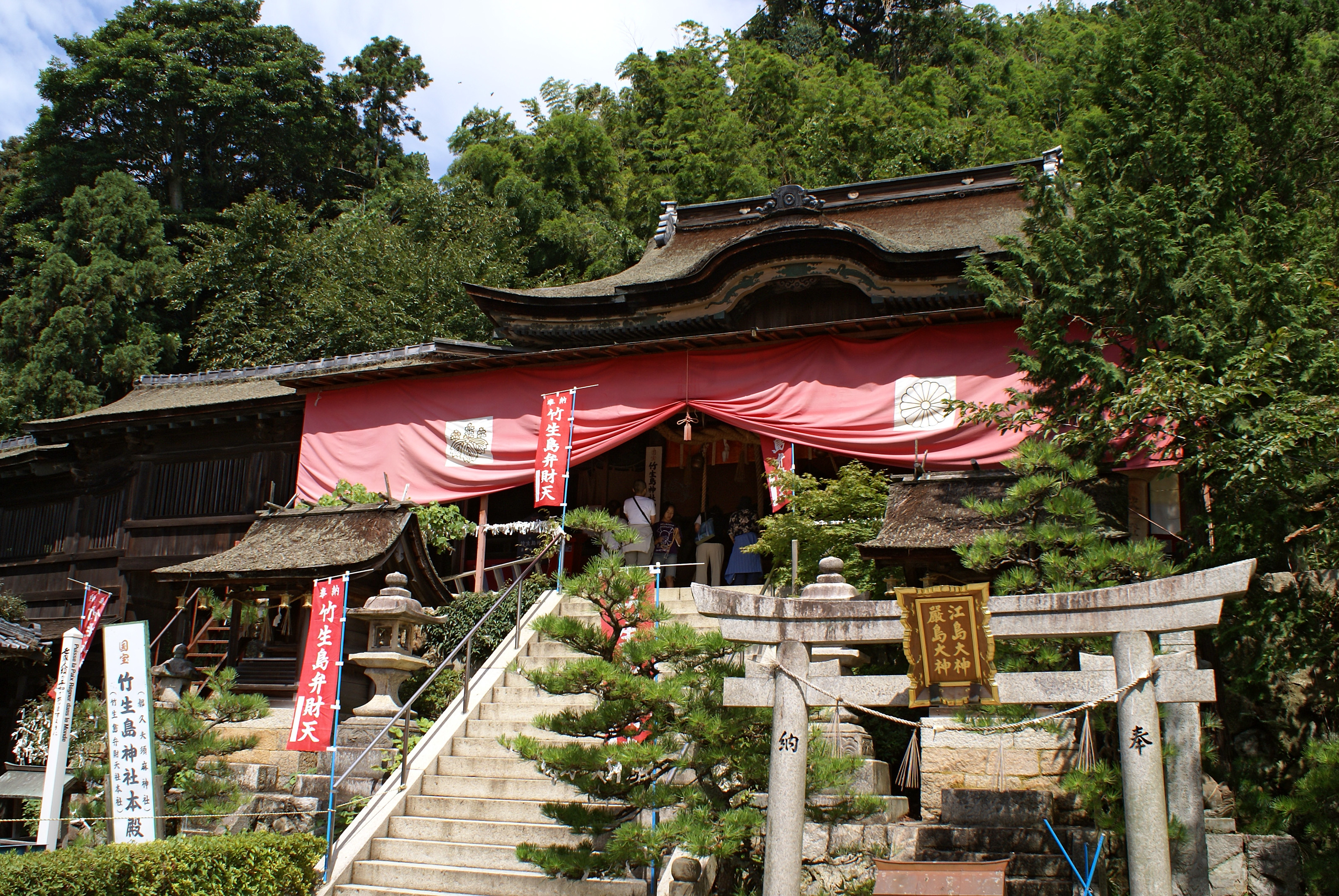
都久夫須麻神社本殿（高い位置の中央の1棟）と宝厳寺渡廊（本殿の向かって左。通称：舟廊下）と境内摂社（本殿の前に見える左右の2棟・三社）

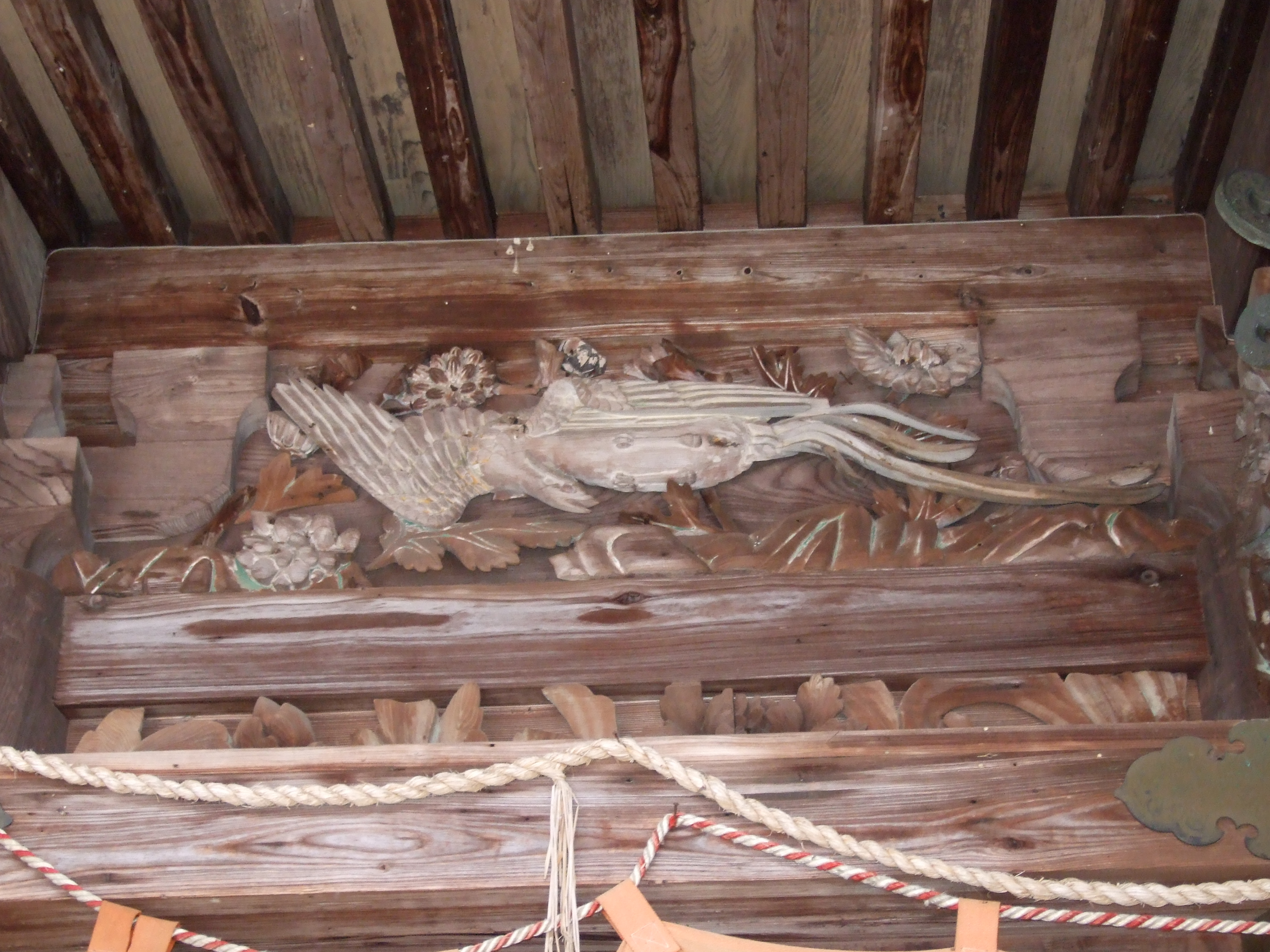
本殿の正面庇にある、長押上の彫刻（向かって左端）

- 本殿  [gm 1]

国宝。一つには、木幡山伏見城にあった勅使殿（ちょくしでん）「日暮御殿（ひぐらしごてん）」の一部を豊臣秀頼が寄進したものと伝えられており（cf. 伏見城#木幡山伏見城遺構）、当社はこの説を支持している。他方、豊国廟を移築したものとも伝えられている。装飾性の豊かな桃山建築であるが、建物中心部の身舎（もや）と周辺部の庇（ひさし）とは本来別個の建物であり、建立年代の異なる2つの建物を合体して1棟としたものである。本殿は永禄元年（1558年）に火災で焼失し、永禄10年（1567年）に再建されているが、これが現存する庇と向拝の部分にあたる。身舎部分は慶長7年（1602年）、豊臣秀頼が片桐且元を奉行として他所から移築したものである。本殿は、全体としては、桁行5間、梁間4間で、屋根は入母屋造、檜皮葺とする。側面と背面は「霧除け」と称する板壁で外面を囲う。身舎部分は方3間（桁行3間、梁間3間）であるが、外側の庇部分とは柱筋が合っていない。正面側では身舎柱と庇柱間を4本の海老虹梁で繋ぐが、これらの虹梁が斜めに取りついており、納まりが悪い。そのほか、身舎柱が角柱であるのに対し、庇の柱が円柱であること、身舎の柱や扉が黒漆塗であるのに対し、庇が素木仕上げであること、庇の屋根が身舎の柱に取り付いていないことなどからも、身舎と庇が同時の建築でないことがうかがえる。身舎部は柱・長押などの軸部材を黒漆塗とし、飾金具を使用し、平蒔絵で草花を描く。身舎の正面中央間は黒漆塗の桟唐戸を立て、菊文様の装飾彫刻で飾る。両脇間は向かって左が菊、右が芙蓉に瑞鳥の彫刻を嵌める。背面中央間の桟唐戸は後補である。両側面の中央間は外面を舞良戸、内側は戸襖（とぶすま）とする。背面と側面も両脇間には装飾彫刻がある。身舎内部は畳敷、天井は折上格天井とする。天井の格間や戸襖には金地著色で菊・松・梅・桐などの植物を描く。庇は正面側を5間とも吹き放しとするが、内法長押より上方には各間とも装飾彫刻を入れる。庇の両側面は内法上は4間とも装飾彫刻を入れ、内法下は前寄り3間に牡丹唐草の彫刻を入れる。これらの庇部分の彫刻は途中で断ち切られている箇所があり、本来この建物に属していた彫刻ではなく、他の建物からの転用とみられる。　

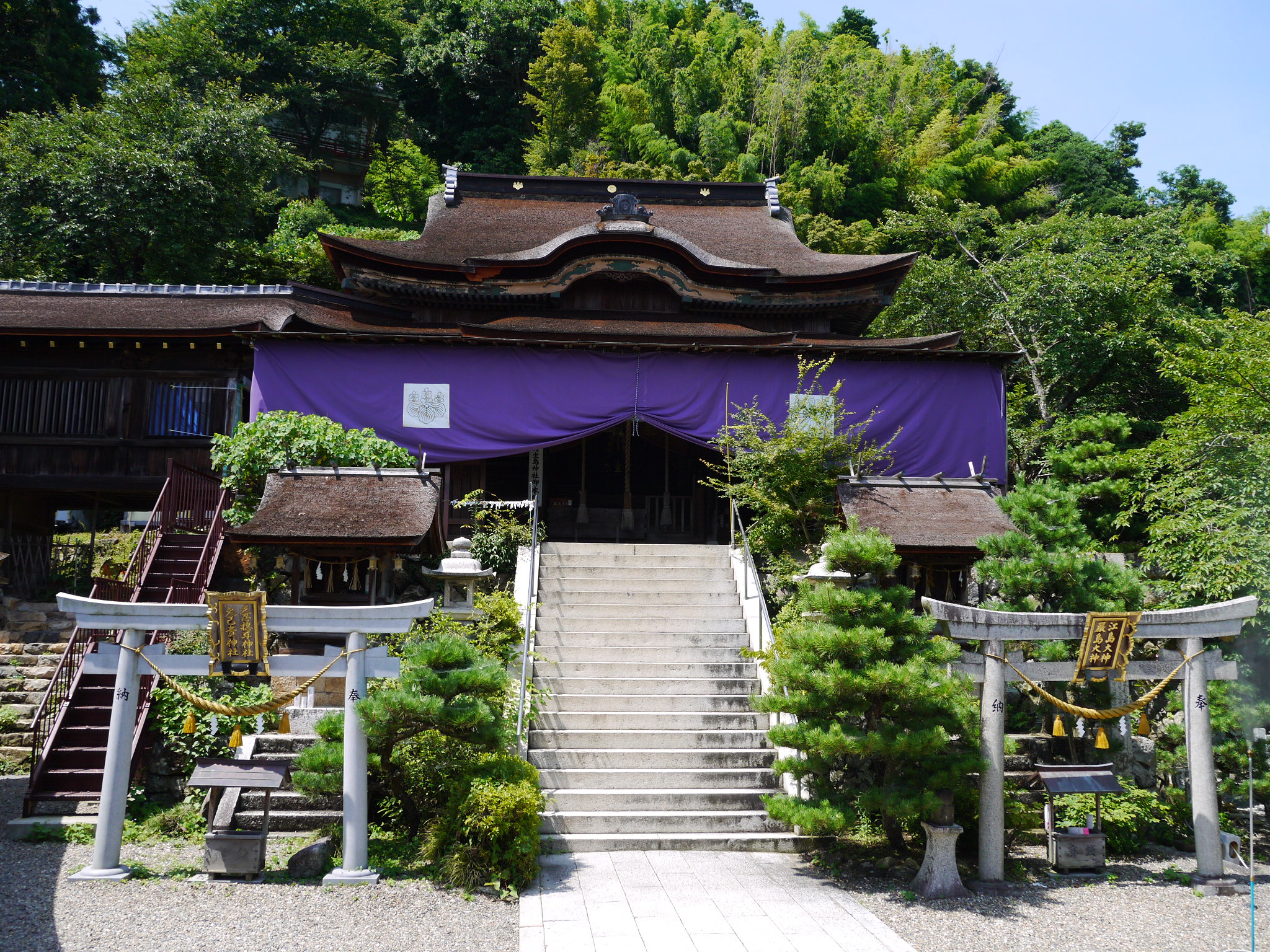
都久夫須麻神社本殿（高い位置の中央の1棟）と境内摂社（本殿の前に見える三社の2棟）。摂社は、向かって左が天忍穂耳神社と大己貴神社の1棟、右は厳島江島神社の1棟。いずれの棟も2柱を祀る。

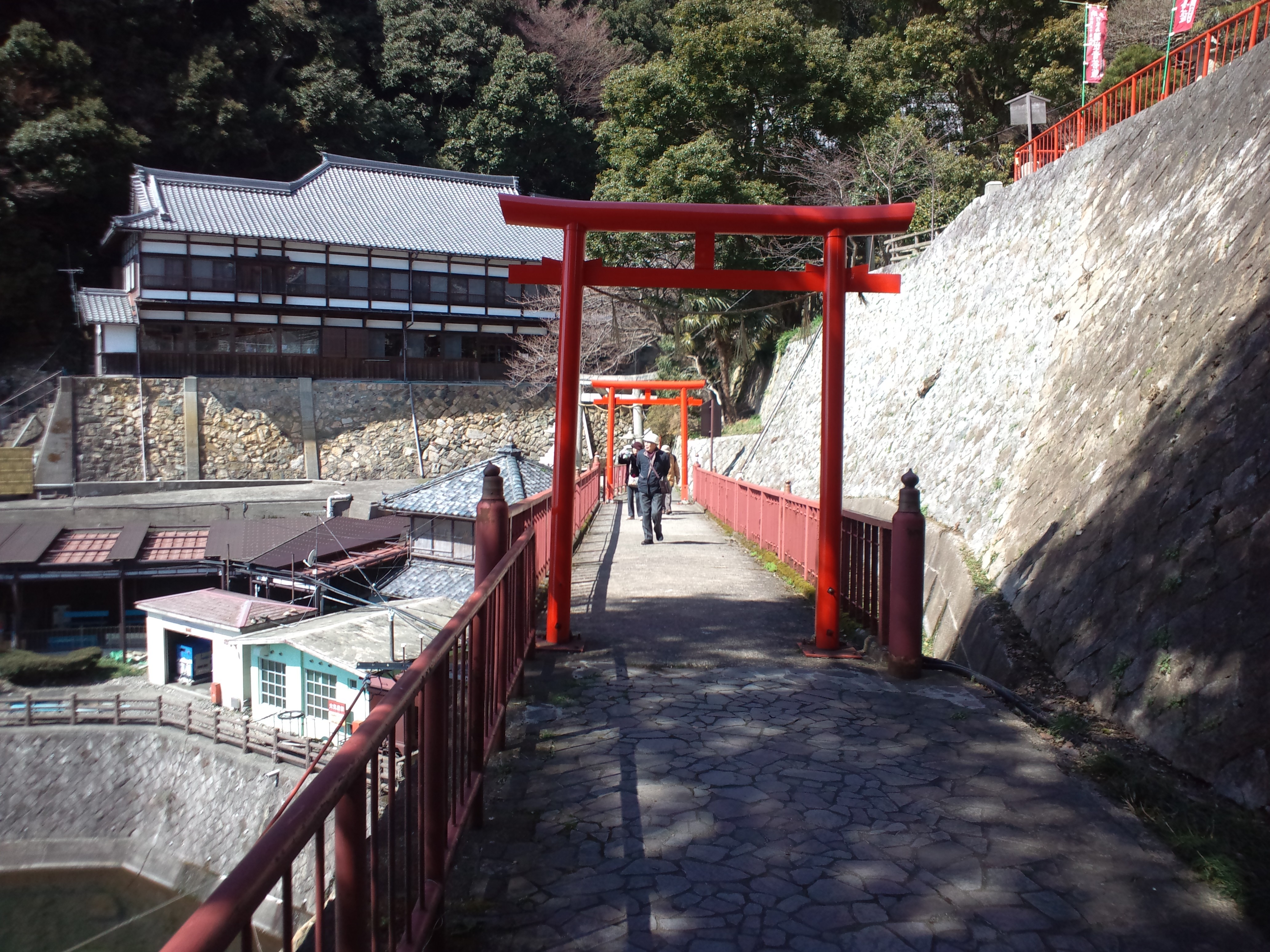
船着場から社へ向かう参道

- 天忍穂耳神社[13]（あめのおしほみみ じんじゃ）

祭神は天忍穂耳命。聖武天皇が来島・参拝して神殿を新築した際に、社前に天忍穂耳命・大己貴命の両社を創建したと伝えられている。
- 大己貴神社[13]（おおなむち じんじゃ）

祭神は大己貴命。
- 厳島江島神社[13]（いつくしまえのしま じんじゃ）

祭神は厳島大神（厳島神社祭神）と江島大神（江島神社祭神）。二柱とも竹生島大神（市杵島比売命）と同神である。
- 参道

かつては、一の鳥居から辺津宮のある早崎村、早崎村から船で繋いで竹生島の湊へ、湊から寺社（竹生島権現、のちの都久夫須麻神社・宝厳寺）へと伸びていた。現在は竹生島港と旧・竹生島権現（都久夫須麻神社・宝厳寺）を繋いでいる。
- 神木

湖より龍が昇ってくるといわれる神木。「日本名木百選」にも選ばれている。
宝厳寺の黒龍堂には八大竜王の一尊である黒龍が祀られており、黒龍堂は、黒龍伝説にまつわる神木の脇に建立されている。黒龍堂と八大竜王拝所は回廊で直接には繋がっていないものの、黒龍堂と神社の本殿とは繋がっている。そもそも竹生島の神木と黒龍伝説と八大竜王拝所は一体であって、明治時代初期の神仏分離令が生木を剥がすように社と寺を引き離したために分かれているに過ぎない。
- 弁財天社

招福弁財天（招福・招財の弁才天）を祀る祠。内部の立て札には「日本五弁天」として「安芸国 厳島大神、大和国 天川大神、近江国 竹生島大神、相模国 江島大神、陸前国 黄金山大神 金華山」の名が掲げられている（■画像を参照）。
- 白巳社

弁才天の神使としての白蛇神である白巳大神を祀る祠は、弁財天社の隣、八大竜王拝所の手前にある。白蛇信仰ということで、柱に「金寶冨貴」とあるが、招福・招財の弁才天を表す枕詞でもあり、当社と江島神社は共に「金寶冨貴の聖地」と謳われている。
- 弁財天社
- 白巳社
- 同左

- 八大竜王拝所  [gm 2]

八大竜王の拝所。正式名称は「八大竜王拝所（はちだいりゅうおう はいじょ）」であるが、通称で「竜神拝所（りゅうじん はいじょ）」などともいう。島は琵琶湖の最北部に位置しており、南には見晴るかす湖面が広がっているのであるが、拝所はその南に向いての島の突端に位置する崖（岩場）にある。波打ち際に鳥居が建っており、「宮崎鳥居」と呼ばれている。鳥居の手前には拝殿があり、殿内の祭壇（龍神の祭壇）の両脇には弁才天の神使である白巳大神（白蛇神）を象った一対の像が安置されている。ただ、ここでの白巳大神は弁才天の神使ではなく龍神たる琵琶湖の神使という立場である。この拝所にはかわらけ投げの風習が今も残るが、ここでのそれは、湖におわす八大竜王に願いを届けて成就してもらおうというもので、願いを託したかわらけを社殿から鳥居の建つ先の湖に向けて投げ、見事鳥居をくぐれば願いが叶うとされる。鳥居の周辺はそうして投げられた大量のかわらけが堆積している。また、『平家物語』や『源平盛衰記』によれば、寿永2年（1183年、平安時代末期）に平経正がこの拝殿にて仙童（仙人に仕える子供）の琵琶で秘曲を弾じたという。
「拝所#都久夫須麻神社」にも解説（画像の解説）あり。
2013年（平成25年）7月、拝殿が改修される。
- 宮崎鳥居
- 同左
- 白巳大神の像（吽形）
- 白巳大神の像（阿形）

- 社務所
- 常行殿（じょうぎょうでん）

建築史学者・伊藤延男の監修の下、社寺建築家・木澤源平によって1997年（平成9年）に建造された建物。2010年代には修業道場・および参籠の場として幅広く利用されている。

## 境外
- 辺津宮

辺津宮（へつみや、へつのみや）は、小さいながら、東の対岸の県道331号湖北長浜線（さざなみ街道）と県道255号早崎湖北線の交差点近くに所在する。住所は早崎町1821。中世・近世にはここから島へ船が出ていた。
- 一の鳥居

一の鳥居は、辺津宮の前を走る県道255号早崎湖北線をおおよそ道なりで東へ進んだ早崎町域半ばの北端にある市街地の地先の、畑の真ん中の旧参道脇に建っている。住所は特に無し（早崎町地先）。現在の鳥居には「天明六丙午歳六月良辰」の銘があり、天明6年（1786年）に益田村生まれの江戸の商人・江嶋屋甚兵衛の先導のもと早崎近隣の住人が合力して建立したものである。1954年（昭和34年）の伊勢湾台風で倒壊したが、修復されて今に至る。天明6年以前は木製の鳥居であったという。東からやってきた中世・近世の参詣者はこの鳥居をくぐって参道を西へ進み、辺津宮を参拝した後、その地・早崎から竹生島へ船で渡ったという。そういったことで、往時の早崎は竹生島権現の門前町であった。現在の早崎と近隣の下八木や富田の集落は、中世から安土桃山時代にかけては益田郷の南部あるいは益田南郷であったが、この郷には竹生島権現に奉仕する慣習があって、それは現代にまで引き継がれている。また、島から見て北東の岸にある尾上（現・長浜市湖北町尾上、旧・東浅井郡湖北町尾上。近世における浅井郡尾上村）からも船が出ていた。

## 祭事
※主要な資料：“ご神事”. 公式ウェブサイト.   竹生島神社. 2020年2月22日閲覧。
- 歳旦祭 （1月1日）
- 節分祭 （2月3日）
- 祈年祭 （3月20日）
- 弥生祭 （4月）
- 竹生島講社大祭 （5月第2日曜）
- 竹生島祭 （6月10日-15日）
  - 三社弁才天祭 （6月10日）

三社弁才天まつり[11]。当社の千五百年祭を機に始められた[13]。当社と共に「日本三弁天」に数えられる安芸の厳島神社・相模の江島神社（江戸時代までは金亀山与願寺と称した[20]）から御霊代（分霊）を招き、二社の斎主と宝厳寺住職の奉仕を得て行われる、神仏混淆の形態をもった祭である[13][20]。遠く離れた三社を巡らなくとも、三社の弁天様のほうから集まって頂ける有難いお祭りということで、昔から大いに賑わっていたという[20]。また、神事の中で舞楽「還城楽」[字引 7]が弁才天に奉納される[11]。
- 龍神祭、放生会 （6月14日）
龍神祭は、琵琶湖の水の恩恵に感謝し、生あるものを慈しむ思いを致し、斎庭から湖に稚魚を戻す神事[11]。
  - 例大祭 （6月15日）
- 童子迎えの神事 （8月6日・7日）
水への感謝と願いを一枚の神札に託して琵琶湖へ鎮める神事[11]。神事船に乗って竹生島を一周しながら、加護を得たい童子（子供）の名を書き記した紅白の神札を鎮める[11]。
  - 前夜祭 （8月6日）
  - 本祭 （8月7日）
- 白巳例大祭 （8月10日）
- 名月祭 （9月）
- 秋の祭 （10月）
- 新嘗祭 （11月23日）
- 大祓 （12月）

## 文化財

### 国宝
- 本殿（附：棟札 1枚）

安土桃山時代の作。1899年（明治32年）4月5日、当時の古社寺保存法に基づき、特別保護建造物に指定、1953年（昭和28年）3月31日、文化財保護法に基づく国宝に指定。同日付けで「附」指定の棟札を追加指定。

### 国の名勝・史跡
- 竹生島

### 長浜市指定有形文化財
- 石灯籠 1基 - 貞治年間（1362-68年、南北朝時代半ば）に建立された石灯籠。1973年（昭和48年）7月18日指定。

## 所在地
- 島の歴史的地域名 - 竹生（ちくぶ）[42]。
- 辺津の歴史的地域名 - 早崎（はやざき）[gm 5]。
- 社務所所在地の現在住所 - 滋賀県長浜市早崎町1665。
- 所在地域名の変遷
  - 古代における、近江国浅井郡竹生島ほか。
  - 中世における、近江国浅井郡竹生島、益田南郷早崎ほか[40][39]。
  - 近世における、近江国浅井郡早崎村の竹生島と早崎。幕藩体制下における、江州早崎村竹生島権現領（※寺社領以外の村域〈早崎地区の一部〉は公儀〈江戸幕府〉御料所で彦根藩預地）。
  - 明治4年7月14日（1871年8月29日）、廃藩置県が断行され、旧公儀御料の彦根藩預地と共に彦根県に組み込まれ、彦根県浅井郡早崎村の竹生島と早崎になる。しかし11月22日（1872年1月2日）には彦根県が長浜県に統合され、明治5年2月27日（1872年4月4日）には長浜県が犬上県に改称され、同年9月28日（1872年10月30日）、犬上県が滋賀県と合併して新生の滋賀県となる。
  - 1879年（明治12年）5月16日、滋賀県東浅井郡早崎村の竹生と早崎になる。
  - 1889年（明治22年）4月1日、滋賀県東浅井郡竹生村の竹生と早崎になる。
  - 1956年（昭和31年）9月25日、滋賀県東浅井郡びわ村の竹生と早崎になる。
  - 1971年（昭和46年）4月1日、滋賀県東浅井郡びわ町の竹生と早崎になる。
  - 2006年（平成18年）2月13日、滋賀県長浜市早崎町となる。